# GHI Bronx Tennis Classic 2006
Il GHI Bronx Tennis Classic 2006 è stato un torneo di tennis facente parte della categoria ATP Challenger Series nell'ambito dell'ATP Challenger Series 2006. Il torneo si è giocato a Bronx negli Stati Uniti dal 14 al 20 agosto 2006 su campi in cemento.

## Vincitori

### Singolare
Michael Russell ha battuto in finale  Paul Capdeville con il punteggio di 6–0, 6–2

### Doppio
Martin Lee /  Harel Levy hanno battuto in finale  Scott Lipsky /  David Martin con il punteggio di 6–4, 7–5